# Sven Erik Kristiansen
Sven Erik Kristiansen (* 4. Februar 1969), auch unter der Pseudonym Maniac bekannt, ist ein norwegischer Musiker. Er ist ehemaliger Sänger der Black-Metal-Band Mayhem und betreibt heute noch einige Projekte.

## Biographie als Autor und Musiker
In den 1980er Jahren veröffentlichte Maniac das Fanzine Damage Inc., dessen erste Ausgabe 1986 erschien. Außerdem gründete er die Ein-Mann-Band Septic Cunts und veröffentlichte das Demo Raped in Piss. Später formierte er eine stabile Besetzung. Die zweite Ausgabe des Fanzines folgte 1987, als er schon bei Mayhem war. Beide enthielten unter anderem Interviews mit Mayhem. Nachdem der erste Sänger der Band Mayhem, Messiah, diese verlassen hatte, stieg er bei der Band ein. Er blieb dort bis 1988, als er von Kittil abgelöst wurde. Hellhammer lud ihn nach der Neugründung der Band 1995 ein, wieder als Sänger einzusteigen.
Er wurde für seine intensiven Auftritte bekannt. Wenn er ein besonders gutes Gefühl mit dem Publikum hatte, schnitt er sich; häufig landete er deshalb im Krankenhaus. Aber „als wir feststellten, dass das Schneiden ein Phänomen wurde, das Leute sehen wollten, hörte ich auf, das zu tun“. Er sagte auch, dass die Berichterstattung über Mayhem unverhältnismäßig gewesen sei. Daneben hatte er ein Projekt namens Voluspå, das die Demoaufnahme Der totalen Krieg [sic!] und über The Ajna Offensive eine Split-Veröffentlichung mit Robert X. Patriot veröffentlichte.
Maniac war bis 2004 bei Mayhem, dann wurde er gezwungen, die Band zu verlassen. Er hatte extremes Lampenfieber entwickelt und trank viel vor seinen Auftritten. Er gab auch Zeitmangel als wichtigen Grund an.
Momentan ist er Mitglied der Black-Doom-Band Skitliv, war Session-Mitglied bei Shining, sang für Bomberos und betreibt zusammen mit seiner Verlobten und dem Skitliv-Gitarristen Ingvar Magnusson das Projekt Sehnsucht (früher: Nova Express), für das Maniac später auch Andrew Liles (Nurse with Wound, Current 93) gewann.

## Privatleben

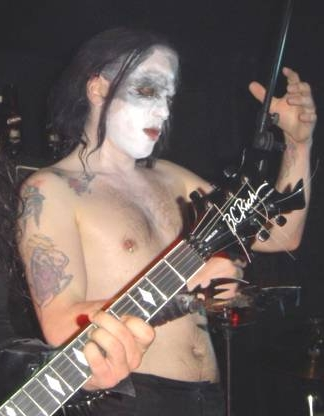
Maniac bei einem Live-Auftritt mit Mayhem (2004)

Kristiansen hat zwei Kinder, eine Tochter aus einer früheren Beziehung und einen Sohn mit seiner Ex-Freundin Hilma. Er sagte, seit er Vater sei, wäre er sich der Sachen, die er sich antue, bewusster und deshalb weniger destruktiv.
Er ist Alkoholiker. Er entschloss sich aber, mit dem Trinken aufzuhören, als er eines Tages an einem Arm aus einem Fenster im vierten Stock hing und keine Ahnung hatte, wie er dort hingekommen war. Nach diesem Zwischenfall hat er laut eigener Aussage keinen Alkohol mehr konsumiert. Er ist momentan mit Vivian Slaughter verlobt, die Bassistin und Sängerin der japanischen Band Gallhammer ist.

## Diskografie
mit Septic Cunts
- Raped in Piss (Demo)

mit Mayhem
- 1987: Deathrehearsal (Demo)
- 1987: Deathcrush (EP)
- 1995: Pagan Fears auf Nordic Metal – A Tribute to Euronymous
- 1996: Visual Aggression auf In Memory of Celtic Frost
- 1997: Ancient Skin/Necrolust (Single)
- 1999: Mediolanum capta est (Live-Album)
- 2000: Grand Declaration of War
- 2001: European Legions (Best-of)
- 2001: U.S. Legions (Best-of)
- 2001: Live in Marseille 2000 (Live-Album)
- 2003: Legions of War (Live-Album)
- 2004: Chimera
- 2004: Anno Vempyr auf Apocalypse

mit Status Fatal
- 1991: Demo

mit Voluspå
- 1997: Der totalen Krieg (Demo)
- 2000: Split mit Robert X. Patriot

mit Eibon
- 2000: Mirror Soul Jesus auf Moonfog 2000 – A Different Perspective

mit Skitliv
- 2009: Skandinavisk misantropi